# Parco archeologico urbano dell'antica Picentia
Il parco archeologico urbano dell'antica Picentia è un parco archeologico nella provincia di Salerno, in Italia.

## Descrizione
Si trova nel comune di Pontecagnano Faiano, sui resti dell'insediamento di Picentia. Il parco ha un'estensione di 10 ettari, con un progetto di ampliamento su tutta l'antica area urbana di 85 ettari. L'area visitabile è di circa 500 m² e corrisponde all'antica città romana di Picentia, costruita nel 268 a.C., di cui sono visibili gli assi viari e due insulae con fasi risalenti dal IV-V secolo al III secolo a.C., quando la città fu abbandonata definitivamente. Sotto le abitazioni si conserva anche parte delle strutture precedenti la fondazione romana del IV secolo a.C.
I rinvenimenti nel territorio circostante sono esposti nel museo cittadino.